# Respons (uppslagsverk)
Respons är ett svenskt uppslagsverk som utgavs 1995–1997 av bokförlaget Bertmarks Förlag. Verket består av nio band. De första fyra banden utgör ett alfabetiskt uppslagsverk. De nästföljande fyra är koncentrerade på olika teman: Universum och natur, Människan och tänkandet, Kultur, sport och teknik samt Historia och samhälle. Det nionde bandet är en världsatlas.
Uppslagsverket kompletteras årligen av en årsbok som även den heter Respons. Se Respons (årsbok).